# Ambassade de France à Sainte-Lucie
L'ambassade de France à Sainte-Lucie est la représentation diplomatique de la République française à Sainte-Lucie et, plus généralement, auprès des pays de l'Organisation des États de la Caraïbe orientale, à savoir Antigua-et-Barbuda, la Dominique, la Grenade, Saint-Christophe-et-Niévès et Saint-Vincent-et-les-Grenadines, mais également auprès de la Barbade. Elle est située à Castries, la capitale de Sainte-Lucie, et son ambassadeur est, depuis 2022, Francis Etienne.

## Ambassade
L'ambassade est située dans le quartier de Vigie, à proximité de l'aéroport George Charles de Castries. Elle accueille aussi une section consulaire.

## Ambassadeurs de France à Sainte-Lucie
| De   | À    | Ambassadeur                 |
| ---- | ---- | --------------------------- |
| 1979 | 1982 | René de Choiseul-Praslin    |
| 1982 | 1984 | Françoise Claude-Lafontaine |
| 1984 | 1987 | Gilbert Bochet              |
| 1987 | 1989 | René Bucco-Riboulat         |
| 1989 | 1992 | Jean-Paul Schricke          |
| 1992 | 1996 | Sylvie Alvarez              |
| 1996 | 1998 | Hélène Dubois               |
| 1998 | 2000 | Claude Losguardi            |
| 2000 | 2003 | Henri Vidal                 |
| 2003 | 2006 | Bernard Venzo               |
| 2006 | 2009 | Michèle Sauteraud           |
| 2009 | 2013 | Michel Prom                 |
| 2013 | 2016 | Éric de La Moussaye         |
| 2016 | 2020 | Philippe Ardanaz            |
| 2020 | 2022 | Jacques-Henry Heuls (en)    |
| 2022 | auj. | Francis Etienne             |

## Relations diplomatiques
L'Organisation des États de la Caraïbe orientale (OECO) a été créée le 18 juin 1981 par le traité de Basseterre, la capitale de Saint-Christophe-et-Niévès, entre neuf États, dont trois sous dépendance britannique. Avec les six autres, Antigua-et-Barbuda, la Dominique, la Grenade, Saint-Christophe-et-Niévès, Sainte-Lucie et Saint-Vincent-et-les-Grenadines, la France entretient des relations diplomatiques avec un ambassadeur commun, en résidence à Castries. En outre, depuis le 8 juin 2010, cet ambassadeur est aussi accrédité auprès de l'organisation elle-même, dont le siège est situé dans la même ville.
La représentation de Sainte-Lucie, ainsi que d'Antigua-et-Barbuda, de la Dominique et de Saint-Vincent-et-les-Grenadines, auprès de la République française est située en résidence à Londres. Celle de la Grenade est située à Bruxelles.

### Antigua-et-Barbuda
Auparavant dépendance du Royaume-Uni, l'État d'Antigua-et-Barbuda devient indépendant le 1er novembre 1981 et entre au Commonwealth. Le premier ambassadeur de France est nommé le 14 mai 1982, dans le cadre des relations diplomatiques avec l'Organisation des États de la Caraïbe orientale.

### Dominique
Auparavant colonie de l'Empire britannique, puis, depuis 1967, État associé de la Couronne, la Dominique est devenue indépendante le 3 novembre 1978. Les relations diplomatiques avec la France ont alors été établies, l'ambassadeur étant dans un premier temps en résidence à Port-d'Espagne (Trinité-et-Tobago), avant l'ouverture, en 1982, des relations avec l'Organisation des États de la Caraïbe orientale.

### Grenade
L'île de la Grenade accède à l'indépendance du Royaume-Uni le 7 février 1974. Les relations diplomatiques avec la France sont établies dès 1975 avec la nomination d'un ambassadeur en résidence à Port-d'Espagne (Trinité-et-Tobago).

### Saint-Christophe-et-Niévès
Devenues en 1967 un État associé de la Couronne britannique avec Anguilla, les îles de Saint-Christophe et de Niévès s'en séparent en 1971 pour former une fédération, qui devient indépendante du Royaume-Uni le 19 septembre 1983. La France a installé une représentation diplomatique dans les mois qui ont suivi. En revanche, Saint-Christophe-et-Niévès ne dispose pas d'ambassadeur en France, les relations politiques entre les deux pays restant modestes.

### Saint-Vincent-et-les-Grenadines
Saint-Vincent-et-les-Grenadines est indépendante du Royaume-Uni depuis le 27 octobre 1979. Les relations diplomatiques avec la France n'ont été établies qu'après l'adhésion de cet État à l'Organisation des États de la Caraïbe orientale, en 1981.

### Barbade
La France n'a pas de représentation diplomatique permanente auprès de la Barbade. Peu de temps après que l'ancienne colonie britannique accède à l'indépendance le 30 novembre 1966, la France ouvre des relations diplomatiques avec ce pays et fait accréditer son ambassadeur à Port-d'Espagne. Depuis 2014, la Barbade est de la compétence de l'ambassade de France à Sainte Lucie.

## Consulats
La circonscription consulaire s'étend sur l'ensemble des États de l'Organisation des États de la Caraïbe orientale, y compris sur la Barbade et les îles sous souveraineté britannique d'Anguilla, de Montserrat et Tortola, pour lesquelles la représentation diplomatique est assurée auprès du Royaume-Uni.
Outre la section consulaire de Castries, il existe huit consuls honoraires exerçant à :
- Saint-John (Antigua-et-Barbuda)
- Roseau (Dominique)
- Saint-George (Grenade)
- Basseterre (Saint-Christophe-et-Niévès)
- Kingstown (Saint-Vincent-et-les-Grenadines)
- The Valley (Anguilla, Îles Vierges britanniques)
- Road Town (Tortola, Îles Vierges britanniques)
- Bridgetown (Barbade)

### Communauté française
Au 31 décembre 2018, 1 469 Français sont inscrits sur les registres consulaires à Castries.
| 2001 | 2002 | 2003 | 2004 |
| ---- | ---- | ---- | ---- |
| 396  | 551  | 580  | 659  |

| 2005 | 2006 | 2007 | 2008 |
| ---- | ---- | ---- | ---- |
| 710  | 772  | 800  | 853  |

| 2009 | 2010 | 2011 | 2012 |
| ---- | ---- | ---- | ---- |
| 859  | 800  | 805  | 760  |

| 2013 | 2014 | 2015 | 2016 |
| ---- | ---- | ---- | ---- |
| 786  | 890  | 926  | 876  |

| 2017  | 2018    | - | - |
| ----- | ------- | - | - |
| 1 180 | 1 469 * | - | - |

### Circonscriptions électorales
Depuis la loi du 22 juillet 2013 réformant la représentation des Français établis hors de France avec la mise en place de conseils consulaires au sein des missions diplomatiques, les ressortissants français d'une circonscription recouvrant Sainte-Lucie, Trinité-et-Tobago et le Venezuela élisent pour six ans trois conseillers consulaires. Ces derniers ont trois rôles :
1. ils sont des élus de proximité pour les Français de l'étranger ;
2. ils appartiennent à l'une des quinze circonscriptions qui élisent en leur sein les membres de l'Assemblée des Français de l'étranger ;
3. ils intègrent le collège électoral qui élit les sénateurs représentant les Français établis hors de France.

Pour l'élection à l'Assemblée des Français de l'étranger, Antigua-et-Barbuda, la Dominique, la Grenade, Saint-Christophe-et-Niévès, Sainte-Lucie et Saint-Vincent-et-les-Grenadines appartenaient jusqu'en 2014 à la circonscription électorale de Port-au-Prince, comprenant aussi les Bahamas, la Barbade, Cuba, la République dominicaine, Haïti, la Jamaïque et Trinité-et-Tobago, et désignant un siège. Ces îles appartiennent désormais à la circonscription électorale « Amérique Latine et Caraïbes » dont le chef-lieu est São Paulo et qui désigne sept de ses 49 conseillers consulaires pour siéger parmi les 90 membres de l'Assemblée des Français de l'étranger.
Pour l'élection des députés des Français de l’étranger, Antigua-et-Barbuda, la Dominique, la Grenade, Saint-Christophe-et-Niévès, Sainte-Lucie et Saint-Vincent-et-les-Grenadines dépendent de la 2e circonscription.